# Nguyễn Phúc Miên Gia
Nguyễn Phúc Miên Gia (chữ Hán: 阮福綿家; 22 tháng 5 năm 1826 – 20 tháng 7 năm 1875), tước phong Quảng Biên Quận công (廣邊郡公), là một hoàng tử con vua Minh Mạng nhà Nguyễn trong lịch sử Việt Nam.

## Tiểu sử
Hoàng tử Miên Gia sinh ngày 16 tháng 4 (âm lịch) năm Bính Tuất (1826), là con trai thứ 32 của vua Minh Mạng, mẹ là Thất giai Quý nhân Nguyễn Thị Trường. Ông là người con út của bà Quý nhân. Khi còn là hoàng tử, ông ra ở phủ riêng và học tập kinh sử.
Năm Minh Mạng thứ 21 (1840), vua cho đúc các con thú bằng vàng để ban thưởng cho các hoàng thân anh em, các hoàng tử công và hoàng tử chưa được phong tước. Hoàng tử Miên Gia được ban cho một con kỳ lân bằng vàng nặng 2 lạng 5 đồng cân.
Năm Thiệu Trị thứ 3 (1843), vua anh phong cho ông làm Quảng Biên Quận công (廣邊郡公).
Năm Tự Đức thứ 28 (1875), Ất Hợi, ngày 18 tháng 6 (âm lịch), Quận công Miên Gia qua đời, thọ 50 tuổi, thụy là Cung Lượng (恭亮). Mộ của ông được táng tại Bình An (nay thuộc Trường An, Huế), còn phủ thờ dựng ở phường Phú Hiệp, Huế.

## Gia quyến
Quận công Miên Gia có 15 con trai và 11 con gái. Ông được ban cho bộ chữ Phộc (攴) để đặt tên cho các con cháu trong phòng. Theo gia phả phòng Quảng Biên, ông có 7 bà vợ, là:
- Nguyên cơ Tống Thị Nguyệt, chánh thất. Công tử trưởng là Hồng Đôn, con của bà Nguyên cơ, tập phong làm Kỳ ngoại hầu (畿外侯).
- Phủ thiếp Nguyễn Văn Thị Huệ
- Phủ thiếp Nguyễn Văn Thị Lựu
- Phủ thiếp Tống Thị Tình
- Phủ thiếp Tống Thị Thành
- Phủ thiếp Nguyễn Văn Thị Loan
- Phủ thiếp Dương Thị Chi